# Памятник Ленину (Барановичи)
Памятник Владимиру Ленину (бел. Помнік Уладзіміру Леніну) — памятник в городе Барановичи, Белоруссия. Расположен в пределах одноимённой площади. 14 мая 2007 года Постановлением Совета Министров Республики Беларусь объекту присвоен статус историко-культурной ценности регионального значения.

## История
Возведён в 1960 году.
В 2019 году мраморные плиты отстали от постамента, памятник был временно ограждён. Сама скульптура находилась в хорошем состоянии. В том же году на сайте госзакупок появилась информация, что за проект реконструкции город готов заплатить 3700 рублей. В 2021 году ремонтные работы были завершены.

## Описание
Скульптуру Владимира Ильича Ленина на высоком постаменте и асимметрично расположенную, вытянутую по горизонтали трибуну объединяет низкий развитый в плане ступенчатый стилобат. Фигура — в сдержанном движении. Черты лица переданы в достоверных портретных и вместе с тем обобщённых формах. При небольших размерах и лаконичной прорисовке памятник отличается выразительностью и монументальностью.
Общая высота памятника — 11,2 метра, включая высоту самой фигуры — 4,6 метра.